# Jodie McCann
Jodie McCann (3 febbraio 2000) è una mezzofondista irlandese.

## Palmarès
| Anno | Manifestazione   | Sede          | Evento       | Risultato | Prestazione | Note                          |
| ---- | ---------------- | ------------- | ------------ | --------- | ----------- | ----------------------------- |
| 2016 | Europei di cross | Chia          | Corsa U20    | 72ª       | 14'38"      |                               |
| 2016 | Europei di cross | Chia          | A squadre    |           |             |                               |
| 2017 | Europei U20      | Grosseto      | 1500 m piani | Batteria  | 4'50"37     |                               |
| 2017 | Europei di cross | Šamorín       | Corsa U20    | 34ª       | 14'43"      |                               |
| 2017 | Europei di cross | Šamorín       | A squadre    |           |             |                               |
| 2018 | Europei di cross | Tilburg       | Corsa U20    | 35ª       | 14'33"      |                               |
| 2018 | Europei di cross | Tilburg       | A squadre    |           |             |                               |
| 2019 | Europei di cross | Lisbona       | Corsa U20    | 46ª       | 15'28"      |                               |
| 2019 | Europei di cross | Lisbona       | A squadre    |           |             |                               |
| 2021 | Europei di cross | Dublino       | Corsa U23    | 49ª       | 22'48"      |                               |
| 2021 | Europei di cross | Dublino       | A squadre    |           |             |                               |
| 2022 | Europei di cross | Venaria Reale | Corsa U23    | 54ª       | 22'59"      |                               |
| 2022 | Europei di cross | Venaria Reale | A squadre    |           |             |                               |
| 2024 | Europei          | Roma          | 5000 m piani | 17ª       | 15'29"25    | Miglior prestazione personale |
| 2024 | Giochi olimpici  | Parigi        | 5000 m piani | Batteria  | 15'55"08    |                               |
| 2025 | Europei indoor   | Apeldoorn     | 3000 m piani | Batteria  | 9'18"73     |                               |

## Campionati nazionali
2017
- Oro ai campionati irlandesi under-20, 1500 m piani - 4'42"21

2018
- 7ª ai campionati irlandesi indoor, 1500 m piani - 4'30"41

2019
- 6ª ai campionati irlandesi indoor, 3000 m piani - 9'46"58
- Oro ai campionati irlandesi universitari, 3000 m piani - 9'48"55

2020
- 8ª ai campionati irlandesi indoor, 3000 m piani - 9'57"73
- Oro ai campionati irlandesi under-23, 1500 m piani - 4'39"28

2021
- 34ª ai campionati irlandesi di corsa campestre - 30'02"

2022
- 20ª ai campionati irlandesi di corsa campestre - 29'20"

2023
- 11ª ai campionati irlandesi, 5000 m piani - 16'43"57

2024
- Oro ai campionati irlandesi, 5000 m piani - 15'44"62
- 7ª ai campionati irlandesi di corsa campestre - 27'36"

## Altre competizioni internazionali
2022
- 4ª al Northern Ireland International Cross Country ( Belfast) - 22'15"